# 亞塞拜然獨立日 (共和國日)
亞塞拜然獨立日始於1918年5月28日，以紀念阿塞拜疆民主共和國 (ADR)脫離俄羅斯帝國獨立。自1990年以來，阿塞拜疆將共和國日作為國定假日進行慶祝。2021年10月，被更名為獨立日。

## 歷史

阿塞拜疆民主共和國第一面國旗，1918年7月24日至11月9日(圖一)

阿塞拜疆民主共和國和阿塞拜疆共和國國旗(圖二)

在俄羅斯帝國被二月革命推翻後，國內民族運動四起。因此，1918 年 5 月28日，在第比利斯通過的亞塞拜然獨立宣言宣布亞塞拜然正式從俄羅斯帝國獨立，一個由馬邁德·阿明·拉蘇爾扎德領導的阿塞拜疆民主共和國（1918年-1920年）宣告成立，是穆斯林及突厥國家中的第一個民主、合法、世俗國家及議會制共和國。
此外， 阿塞拜疆民主共和國擴大了婦女的選舉權，是世界上最早賦予婦女與婦女平等的政治權利的穆斯林國家。在1918年6月4日，奧斯曼帝國成為第一個正式承認阿塞拜疆民主共和國的國家。1918年11月9日，根據馬邁德·阿明·拉蘇爾扎德的提議，阿塞拜疆民主共和國的三色國旗(圖二)獲得通過。
1920年4月28日，阿塞拜疆民主共和國被亞塞拜然蘇維埃社會主義共和國取替，隨後加入蘇聯。
1991年蘇聯解體後，阿塞拜疆恢復獨立。

## 紀念

### 慶祝活動
- 共和國日一周年中，亞塞拜然在阿塞拜疆國家地毯博物館(Azerbaijan Carpet Museum)舉行了閱兵。[10]
- 1998年1月30日，時任亞塞拜然總統蓋達爾·阿利耶夫簽署了“慶祝阿塞拜疆民主共和國成立 80 週年”法令，因此亞塞拜然在1998年獨立日舉行了第一次慶祝該節日的慶典。[11]
- 同年5月26日，阿利耶夫在國民議會發表講話[12]，並在翌日向國民發表獨立日演講。[13]
- 2001年，莫斯科宗主教阿列克謝二世首次訪問亞塞拜然並參加了共和國日的慶祝活動。[14]
- 2008年，亞塞拜然發行了與共和國成立90週年紀念郵票。[15]

### 建築
- 1920年4月28日亞塞拜然蘇維埃社會主義共和國統治期間，巴庫地鐵站被命名為“4月28日”，以紀念蘇聯政權在阿塞拜疆建立。在恢復獨立後，地鐵站被重命名為“5月28日”，以紀念亞塞拜然獨立日。[16]
- 巴庫的一條街道被命名為伊斯蒂格拉利亞特街(Istiglaliyyat Street)，或稱"獨立街"，以紀念亞塞拜然獨立日。另外，獨立街立著一座刻有《獨立宣言》文本（阿拉伯語和拉丁語）的石碑。
- 在提比里斯總督府前廳的牆上，有一個紀念獨立日牌匾，上面刻有阿塞拜疆語，格魯吉亞語和英語。

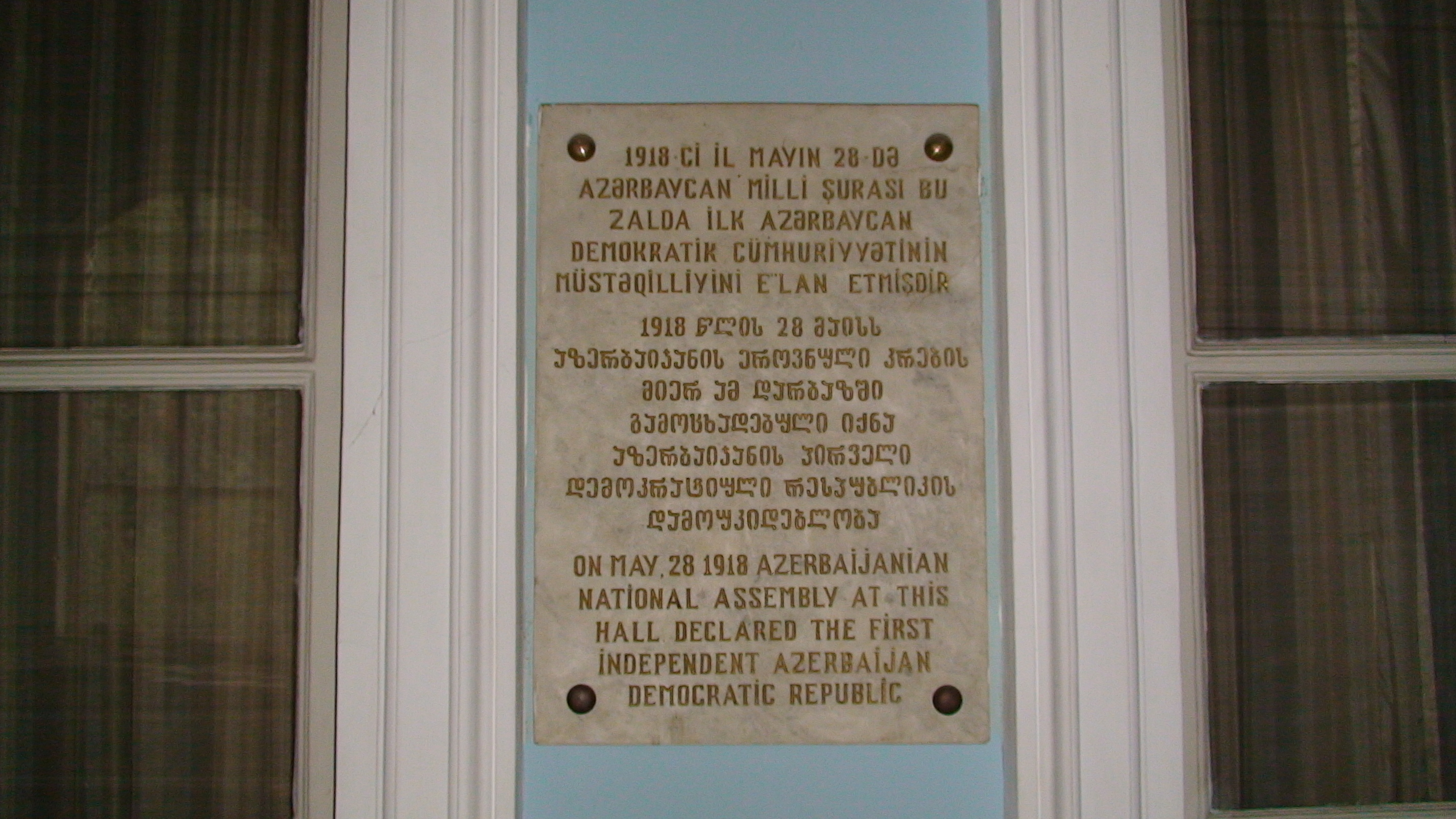
紀念阿塞拜疆民主共和國成立牌匾
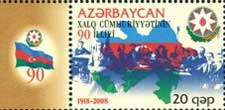
慶祝獨立90週年郵票